# Sète
Sète (okcitansko Seta) je pristaniško mesto in občina v južnem francoskem departmaju Hérault regije Languedoc-Roussillon. Leta 2009 je mesto imelo 42.496 prebivalcev.

## Geografija
Mesto je zgrajeno na in okoli hriba Mont Saint Clair, med slanim jezerom Étang de Thau, uporabljenim za gojenje ostrig in klapavic, in Lionskim zalivom. Sète je vzhodna izhodiščna točka vodnega kanala du Midi in končna točka kanala Rona-Sète. 

## Uprava
Sète je sedež dveh kantonov:
- Kanton Sète-1 (četrti Centre-ville, Vieux-Port, Gare, Zone-Industrielle, Pointe Courte, La Corniche: 20.404 prebivalci),
- Kanton Sète-2 (četrti Mont Saint Clair, L'Ile de Thau, Le Barrou, Le Pont-Levis, Les Quilles, Le Saunier, Les Plages: 22.382 prebivalcev).

Oba kantona sta sestavna dela okrožja Montpellier.

## Zgodovina
Sprva ribiška vas se je začela razvijati z izgradnjo Južnega kanala v letu 1681. Do leta 1927 se je imenovala Cette.

## Zanimivosti
- cerkev sv. Ludvika; ob njeni posvetitvi leta 1703 je zavetnik pristanišča Ludvik IX. postal tudi zavetnik celotnega mesta;
- gledališče Théâtre Molière
- muzej Musée Paul Valéry
- pokopališče le Cimetière Marin.

## Pobratena mesta
- Cetara (Kampanija, Italija),
- El Jadida (Maroko),
- Neuburg an der Donau (Bavarska, Nemčija).